# Municipio de Cadron (condado de Van Buren)
El municipio de Cadron (en inglés: Cadron Township) es un municipio ubicado en el condado de Van Buren en el estado estadounidense de Arkansas. En el año 2010 tenía una población de 160 habitantes y una densidad poblacional de 3,44 personas por km².

## Geografía
El municipio de Cadron se encuentra ubicado en las coordenadas 35°25′32″N 92°17′29″O / 35.42556, -92.29139. Según la Oficina del Censo de los Estados Unidos, el municipio tiene una superficie total de 46.5 km², de la cual 46,47 km² corresponden a tierra firme y (0,06 %) 0,03 km² es agua.

## Demografía
Según el censo de 2010, había 160 personas residiendo en el municipio de Cadron. La densidad de población era de 3,44 hab./km². De los 160 habitantes, el municipio de Cadron estaba compuesto por el 95,63 % blancos, el 1,25 % eran amerindios, el 1,25 % eran asiáticos, el 1,88 % eran de otras razas. Del total de la población el 3,13 % eran hispanos o latinos de cualquier raza.